# Yūki Kaji

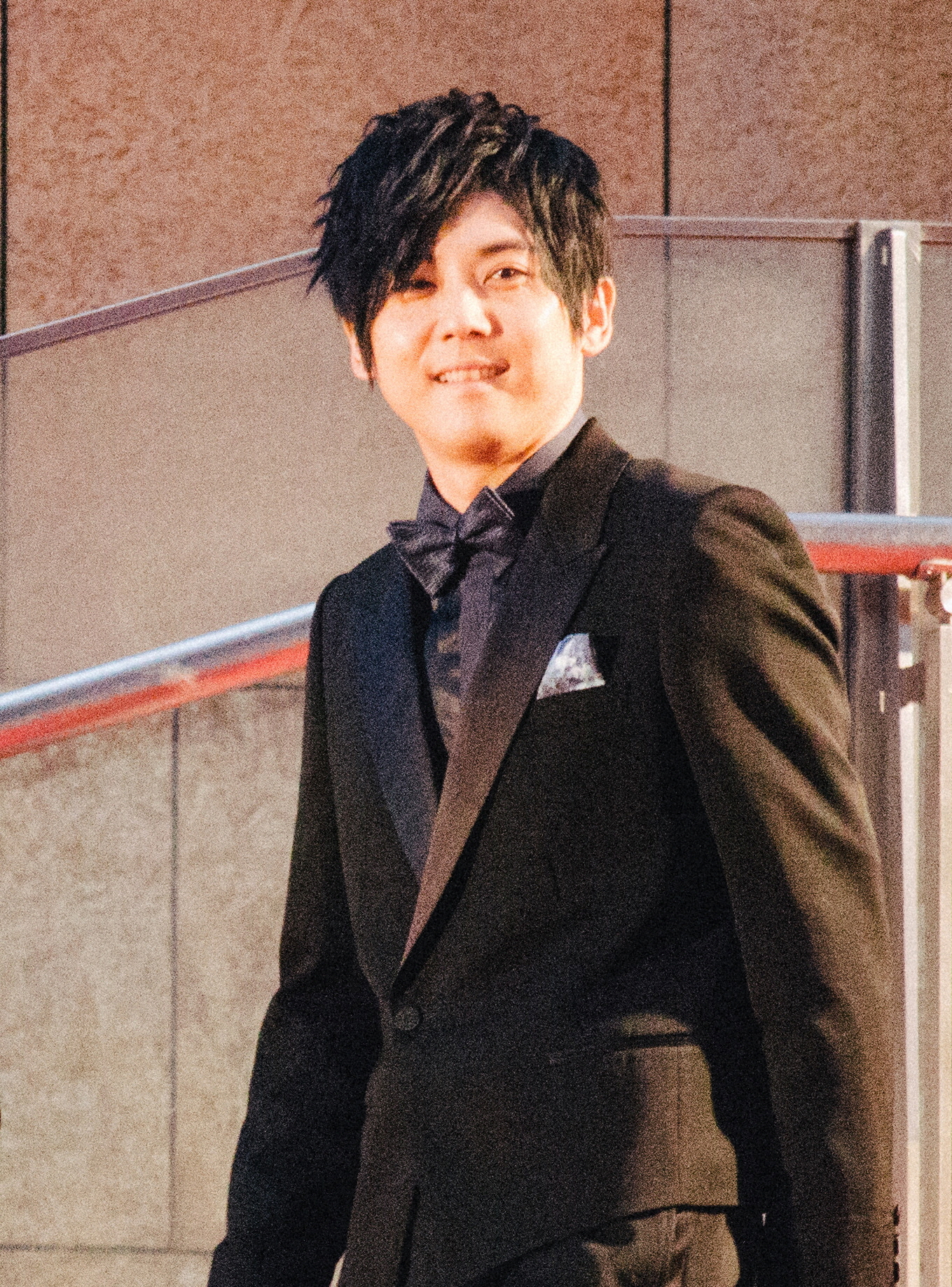
Yūki Kaji bei den 27. Tokyo International Film Festival

Yūki Kaji (jap. 梶 裕貴, Kaji Yūki; * 3. September 1985 in Tokio) ist ein japanischer Synchronsprecher (Seiyū) bei der Agentur VIMS. Er gehörte zur Gesangsgruppe G.Addict und war einer der Protagonisten in dem Film Kami Voice: The Voice Makes a Miracle. Über die Jahre hat er einige Preise gewonnen wie 2009 bei den Dritten Seiyu Awards den Best New Actor Award und den Best Male Lead Role Award 2013 bei den Siebten Seiyu Awards und 2014 bei den Achten Seiyu Awards.
Am 23. Juni 2019 heiratete er die Synchronsprecherin Ayana Taketatsu.

## Filmographie

### Animefernsehserien (als Seiyū)
2006
- Ouran High School Host Club, Chikage Ukyo (Ep.14)
- Shōnen Onmyōji, Ayakashi (Ep.6), Kōta (Ep.14, 15)

2007
- Fist of the Blue Sky, Tài-Yán (young)
- Kirarin Revolution, Takashi Matsushima
- Night Wizard the Animation, Longinus
- Over Drive, Mikoto Shinozaki
- Potemayo, Boy A
- Pururun! Shizuku-chan, Umihiko

2008
- Inazuma Eleven, Ichinose Kazuya
- Black Butler, Finnian
- Stitch!, Tonbo
- Yozakura Quartet, Akina Hiizumi

2009
- Fairy Tail, Lyon Vastia
- Inazuma Eleven, Fudō Akio
- Miracle Train – Ōedo-sen e Yōkoso, Iku Shiodome

2010
- Bakugan Battle Brawlers: New Vestroia, Gus Grav
- Durarara!!, Walker Yumasaki
- Kuroshitsuji II, Finnian
- Ōkami-san to Shichinin no Nakamatachi, Saburō Nekomiya
- Ookiku Furikabutte ~Natsu no Taikai-hen~, Shun Abe
- Otome Yōkai Zakuro, Ganryu Hanakiri
- SD Gundam Sangokuden Brave Battle Warriors, Liu Bei (Ryū Bi) Gundam
- Star Driver: Kagayaki no Takuto, Takeo Takumi / Sword Star
- Hentai Ōji to Warawanai Neko – Yōto Yokodera

2011
- Ao no Exorcist, Konekomaru Miwa
- Baby Princess, Yōtarō Amatsuka
- C³, Haruaki Yachi
- Danball Senki, Haibara Yūya
- Deadman Wonderland, Yō Takami
- Guilty Crown, Shu Ouma
- Hanasaku Iroha, Kōichi Tanemura
- Inazuma Eleven GO!, Sakisaka Satoru, Minamisawa Atsushi
- Kimi to Boku, Akira
- Mobile Suit Gundam AGE, Macil Boyd, Leo Louis
- No. 6, Shion
- Ro-Kyu-Bu!, Subaru Hasegawa
- Shakugan no Shana III Final, SouthValley
- Un-Go, Novelist

2012
- Accel World, Haruyuki Arita
- Aquarion Evol, Amata Sora
- Bakuman. 3, Kosugi
- Daily Lives of High School Boys, Glasses
- Danball Senki W, Haibara Yūya
- High School DxD, Issei Hyōdō
- Inazuma Eleven Go 2 Chrono Stone, Okita Souji
- Ixion Saga DT, Variation
- K, Totsuka Tatara
- Kimi to Boku 2, Akira
- Rupan Sansei Mine Fujiko to Iu Onna, Oscar
- Magi: The Labyrinth of Magic, Alibaba Saluja
- Nazo no Kanojo X, Kōhei Ueno
- Shinsekai Yori, Satoru Asahina
- Suki-tte Ii na yo., Kakeru Hayakawa
- Zetsuen no Tempest, Megumu Hanemura

2013
- Attack on Titan, Eren Jäger
- Blood Lad, Knell Hydra
- Brothers Conflict, Asahina Wataru
- Diabolik Lovers, Kanato Sakamaki
- High School DxD New, Issei Hyōdō
- Magi: The Kingdom of Magic, Alibaba Saluja
- Pocket Monsters XY, Citron / Clemont
- Ro-Kyu-Bu! SS, Subaru Hasegawa
- Hentai Ōji to Warawanai Neko., Yōto Yokodera
- Unbreakable Machine-Doll, Felix Kingsfort
- Valvrave the Liberator, Q-vier

2014
- Dia no Ace, Mei Narumiya
- Ao Haru Ride, Kou Mabuchi
- Barakamon, Kousuke Kanzaki
- Black Bullet, Rentarō Satomi
- Buddy Complex, Fromm Vantarhei
- Buddy Complex: Kanketsu-hen Ano Sora ni Kaeru Mirai de, Fromm Vantarhei
- Donten ni Warau, Soramaru Kumo
- Fairy Tail, Lyon Vastia
- Haikyū!!, Kozume Kenma
- Hōzuki no Reitetsu, Yoshitsune Minamoto
- Kamigami no Asobi, Anubis Ma'at
- Minna Atsumare! Falcom Gakuen, Adol Christin
- Nanatsu no Taizai, Meliodas
- Nisekoi Shū Maiko
- Nobunaga Concerto, Oda Nobunaga
- Nobunaga the Fool, Toyotomi Hideyoshi
- Noragami, Yukine
- Shigatsu wa Kimi no Uso – Sekunden in Moll, Takeshi Aiza
- Tokyo Ghoul, Ayato Kirishima
- World Trigger, Osamu Mikumo
- Zephyr, Meisa
- Seven Deadly Sins, Meliodas

2015
- Attack on Titan: Junior High, Eren Jäger
- The Balance of Osiris
- Durarara!!x2 Shou, Yumasaki Walker
- Fafner in the Azure: EXODUS, Akira Nishio
- The Heroic Legend of Arslan (Silvermask)
- High School DxD BorN, Issei Hyōdō
- K: Return of Kings, Tatara Totsuka
- Minna Atsumare! Falcom Gakuen SC, Adol Christin
- Nisekoi:, Shū Maiko
- Noragami Aragato, Yukine
- One-Punch Man, Speed of Sound Sonic
- Arusurān Senki, Silvermask
- Tokyo Ghoul √A, Ayato Kirishima
- Ushio to Tora, Jūrō

2016
- Fukigen na Mononokean, Hanae Ashiya
- Kabaneri of the Iron Fortress, Takumi
- Joker Game, Hatano
- My Hero Academia, Shōto Todoroki
- Servamp, Kuro / Sleepy Ash

2017
- Dive!!, Tomoki Sakai
- Food Wars! Shokugeki no Soma, Terunori Kuga
- UQ Holder!, Gengorō Makabe
- Seven Deadly Sins, Zeldris
- JoJo's Bizarre Adventure: Diamond Is Unbreakable, Koichi Hirose

2018
- Hakata Tonkotsu Ramens, Lin Xianming
- Karakai Jōzu no Takagi-san, Nishikata

### Animationsfilm (als Seiyū)
- Fafner: Dead Aggressor: Heaven and Earth (2010), Akira Nishio
- Berserk Golden Age Arc I: The Egg of the King (2012), Judeau
- Berserk Golden Age Arc II: The Battle for Doldrey (2012), Judeau
- Blood-C: The Last Dark (2012), Shun Fujimura
- Kono Danshi, Ningyo Hiroimashita. (2012), Kawauchi Shima
- Pokémon the Movie: Diancie and the Cocoon of Destruction (2014), Citron
- K: Missing Kings (2014), Tatara Totsuka
- Santa Company (2014), Bell[6]
- GAMBA (2015), Gamba
- Genocidal Organ (2015), Alex
- Pokémon the Movie: Hoopa and the Clash of Ages (2015), Citron
- Maquia – Eine unsterbliche Liebesgeschichte (2018), Krim

### Videospiele
- Black Wolves Saga, Rath Vogart
- Brothers Conflict: Passion Pink, Asahina Wataru
- Brothers Conflict: Brilliant Blue, Asahina Wataru
- Code:Realize ~Sousei no Himegimi~, Finis[7]
- Devil Summoner: Soul Hackers, Yūichi
- Diabolik Lovers, Kanato Sakamaki
- E.X. Troopers, Bren
- Final Fantasy XIII, Final Fantasy XIII-2, Lightning Returns: Final Fantasy XIII, Hope Estheim
- Final Fantasy Type-0, Ace
- Final Fantasy Type-0 HD, Ace
- Genso Suikoden: Tsumugareshi Hyakunen no Toki, Zefon
- Gods Eater Burst, Shun Ogawa
- Houkago Colorful*Step ~Bunka-bu!~, Rio Sumeragi
- Hyrule Warriors, Link
- Issho ni Gohan, Hikari Yoneda
- JoJo's Bizarre Adventure: All Star Battle, Johnny Joestar
- Kamigami no Asobi, Anubis Ma'at
- Lucian Bee's: Resurrection Supernova, Lee Katoru
- Nessa no Rakuen, Will
- Norn9, Kakeru Yuiga
- Magical Girl Lyrical Nanoha A's: The Gears of Destiny, Thoma Avenir
- Mind Zero, Kanade Sakyo
- Moujuutsukai to Oujisama, Erik
- Persona Q: Shadow of the Labyrinth, Zen
- Record of Agarest War Zero, Leonis
- Shin Megami Tensei IV, Flynn
- Soul Nomad & the World Eaters, Galahad
- Storm Lover, Toratani Rikka
- Suikoden Tierkreis, The Hero (Sieg)
- Super Robot Wars, Ryūbi Gundam, Akira Nishio
- Sweet Fuse: At Your Side, Towa Wakasa
- Tales of Zestiria, An Tolme
- Terror of the Stratus, Makoto Usami
- To Heart 2: Dungeon Travelers, Takaaki Kouno
- To Heart 2 DX Plus, Takaaki Kouno
- Uta no Prince-sama, Kurusu Kaoru
- Under Night In-Birth, Seth
- Ys: Memories of Celceta, Adol Christin
- Magi: The Labyrinth of Magic, Alibaba Saluja
- Gum Kare!, Seiryo Acuo

### Realfilm (als Schauspieler)
- Kami Voice (2011), Shiraike Yuu

### Hörspiele
- Ame no Kaeru Tokoro, Chitose "Ame-chan" Shimoto
- Anata wa Taida de Yuuga, Shimizu Akito
- Aigan Shounen, Hinita
- Black Wolves Saga, Rath Vogart
- Boku no Senpai, Hajime Amemiya
- Calling, Kazuaki Hinamura
- Critical Lovers, Chihiro Mizuno
- Danshi Meiro, Hitoshi Enya
- Dekichatta Danshi, Hisui Kobiki
- Diabolik Lovers, Kanato Sakamaki
- Elektel Delusion, Satonaka
- Gakuen Babysitters, Ryūichi Kashima
- Gods Eater Burst Drama & Original Soundtrack, Shun Ogawa
- I Love Pet! vol. 6, Djungarian Hamster – Marlon
- Kotoba Nante Iranai Series 1: Kotoba Nante Iranai, Shizuka Sagara
- Kotoba Nante Iranai Series 2: Iki mo Dekinai kurai, Shizuka Sagara
- Mankai Darling, Murakami Takashi
- Name of Love, Midori
- Nessa no Rakuen, Will
- Norn9, Kakeru Yuiga
- Rush!, Kenichi Miyata
- Sono Kuchibiru ni Yoru no Tsuyu, Middle-school Kyouichi Wakae
- Storm Lover, Toratani Rikka
- Watashi ni xx Shinasai!, Akira Shimotsuki
- Olympos, Heinz
- Taishou Guuzou Roman: Teikoku Star, The Third Star (Sanji)
- Wabi to Erosu no Okeiko
- Wakakusa Monogatari ~Kami Hikouki ni Notte~ (Amy)
- Yandere Heaven, Kakeru
- Yume Musubi Koi Musubi, Sawanoi Ao

### Synchronsprecher

#### Realfilm
- The Admiral: Roaring Currents, Su-bong (Park Bo-gum)
- Cantabile Tomorrow, Lee Yoon-hoo (Park Bo-gum)
- Fright Night 2: New Blood, Charley Brewster (Will Payne)
- Fury, Norman "Machine" Ellison (Logan Lerman)
- Gossip Girl, Eric van der Woodsen (Connor Paolo)
- I Love You, Beth Cooper, Denis Cooverman (Paul Rust)
- Jericho, Dale Turner (Erik Knudsen)
- Life After Beth, Zach Orfman (Dane DeHaan)

#### Animationsfilm
- Batman: Gotham Knight, B-Devil (Have I Got a Story for You segment)
- Ruby Gloom, Scaredy Bat

### Tōkusatsu (Live-Action, als Seiyū)
- Kikai Sentai Zenkaiger, Gaon/Zenkai Gaon
- No.1 Sentai Gozyuger, Tega Sword

## Radiosendungen
- Radio Misty mit Hiro Shimono

## Auszeichnungen
| Jahr | Auszeichnung           | Kategorie               | Resultat |
| ---- | ---------------------- | ----------------------- | -------- |
| 2009 | 3rd Seiyu Awards       | Bester Newcomer         | Gewonnen |
| 2013 | 12th Tokyo Anime Award | Bester Synchronsprecher | Gewonnen |
| 2013 | 35th Anime Grand Prix  | Bester Synchronsprecher | Gewonnen |
| 2013 | 7th Seiyu Awards       | Bester Synchronsprecher | Gewonnen |
| 2014 | 36th Anime Grand Prix  | Bester Synchronsprecher | Gewonnen |
| 2014 | 8th Seiyu Awards       | Bester Synchronsprecher | Gewonnen |